# Rock in Athens
Rock in Athens war ein Rockfestival, das am 26. und 27. Juli 1985 im Panathinaiko-Stadion in Athen stattfand. Es traten auf: Depeche Mode, The Stranglers, Culture Club, The Cure, Talk Talk, Nina Hagen und The Clash.